# Judy Walker
Pour les articles homonymes, voir Walker.
Judy Leavitt Walker est une mathématicienne américaine. Elle est professeur de mathématiques à l'université du Nebraska à Lincoln. Ses recherches portent sur la théorie du codage algébrique. 
Au cours de sa carrière, Walker a travaillé sur des problèmes liés aux femmes en mathématiques. Elle est cofondatrice du programme All Girls / All Math de l'université du Nebraska, destiné aux filles du secondaire. Elle a représenté son département à la Maison-Blanche lorsqu'ils ont été récompensés par le prix présidentiel d'excellence 1998 pour le mentorat en sciences, mathématiques et ingénierie; et elle est cofondatrice de la Conférence du Nebraska sur les femmes en mathématiques au premier cycle.

## Formation
Walker est diplômée de l'université du Michigan en 1990 et poursuit ses études à l'université de l'Illinois à Urbana-Champaign, où elle a obtenu son doctorat en 1996 sous la supervision de Nigel Boston (en),.   

## Carrière
Elle a rejoint la faculté de l'université du Nebraska à Lincoln en 1996, elle est promue professeure titulaire en 2006 puis nommée professeure Aaron Douglas en 2012. Elle a présidé le département de mathématiques de 2012 à 2016 et occupe actuellement le poste de vice-chancelière adjointe aux affaires de la faculté. Elle a été professeure invitée à l'École polytechnique fédérale de Lausanne (EPFL) à l'automne 2011. 

## Recherches
Les recherches de Walker portent sur la théorie des codes, c'est-à-dire l'étude des codes correcteurs d'erreurs. Ses principales contributions sont les codes de géométrie algébrique et les codes de contrôle de parité à faible densité. 

## Prix et distinctions
En 2012, Walker est devenue l'un des premiers membres de l'American Mathematical Society.  
- Prix Louise-Hay pour les contributions à l'enseignement des mathématiques (Association pour les femmes en mathématiques, 2016)[4]
- Prix d'excellence en enseignement et créativité pédagogique (système de l'Université du Nebraska, 2014)
- Conférencière George Pólya (Mathematical Association of America, 2009-2011)
- Prix Deborah-et-Franklin-Tepper-Haimo pour un enseignement distingué dans un collège ou une université (Mathematical Association of America, 2006)
- Prix commémoratif Irving-Reiner (département de mathématiques de l'université de l'Illinois, 1996)
- Membre de l'Association pour les femmes en mathématiques (2019)

## Sélection de publications
- C. Curto, V. Itskov, K. Morrison, Z. Roth, J. Walker (2013), "Combinatorial neural codes from a mathematical coding theory perspective", Neural Computation, 25, N ° 7: 1891-1925. Pdf en ligne
- N. Axvig, DT Dreher, K. Morrison, E. Psota, LC Pérez, J. Walker (2009), "Analysis of connections pseudocodewords", IEEE Transactions on Information Theory, 55 : 4099-4107. Pdf en ligne
- Koetter, Ralf; Li, Wen-Ching W.; Vontobel, Pascal O.; Walker, Judy L. (2007), "Characterizations of pseudo-codewords of (low-density) parity-check codes", Advances in Mathematics, 213 (1): 205–229, doi : 10.1016 / j.aim.2006.12. 010, MR   2331243
- Silverberg, Alice ; Staddon, Jessica; Walker, Judy L. (2003), "Applications of list decoding to tracing traitors", IEEE Transactions on Information Theory, 49 (5): 1312–1318, doi : 10.1109 / TIT.2003.810630, MR   1984829  . Pdf en ligne
- J. Walker (2000), "Codes and Curves", Student Mathematical Library, IAS / Sous-série mathématique de Park City, 7. Société mathématique américaine, Providence, RI. Pdf en ligne
- J.-F. Voloch, J. Walker (2000), "Euclidean weights of codes from elliptic curves over rings", Trans. Amer. Math. Soc. , 352 : 5063-5076. Pdf en ligne
- J. Walker (1999), "Algebraic geometric codes over rings", Journal of Pure and Applied Algebra, 144: 91-110. Pdf en ligne
- J. Walker (1997), "The Nordstrom Robinson code is algebraic geometric", IEEE Transactions on Information Theory, 43 : 1588-1593.